# Place aux jeunes (film, 1970)
Pour les articles homonymes, voir Place aux jeunes.
Pour plus de détails, voir Fiche technique et Distribution.
Place aux jeunes (Spring and Port Wine) est une comédie dramatique britannique réalisée par Peter Hammond (en) et sortie en 1971.

## Synopsis
Rafe Crompton travaille dans une usine de tissage. C'est un homme fier mais pauvre. Il vit dans une cité-jardin située au-delà des terrasses en briques de la ville. À la fin de la semaine, il rassemble les différents salaires de ses enfants et remet l'argent à sa femme Daisy qui, avec sa fille aînée Florence, tient le budget familial en ordre, prêtant souvent à sa mère la petite somme nécessaire pour équilibrer le livre de comptes. Au début du film, elle se sent obligée de prêter de l'argent à un voisin pour éviter la restitution d'un téléviseur en location-vente, bien qu'elle refuse d'abord de prêter à la voisine (Mme Duckworth), ce qui met en colère Mme Duckworth, qui reproche ensuite à Daisy de permettre à son mari de gérer les tâches ménagères, qu'elle considère comme un travail de femme.
Cela incite Daisy à emprunter l'argent à son fils lorsqu'il rentre à la maison pour le donner à Mrs Duckworth et lui éviter l'ire d'un Mr Duckworth ivre qui trouve que la télé n'est plus là.
Lors du repas familial du vendredi soir, le couple Compton se souvient de la dépression économique qui a poussé certaines personnes à se suicider, en se noyant dans le canal local. Leur fille cadette Hilda refuse de manger le hareng qui a été préparé pour le repas. Son père décide de le lui servir tous les jours jusqu'à ce qu'elle le mange.
Les fils Harold et Wilfred sont choqués par la livraison d'une boîte contenant un beau pardessus et un reçu de 40 guinées.
Le problème du hareng prend toute son ampleur lorsque le hareng disparaît. On le retrouve à l'extérieur, mangé par le chat. M. Crompton ne croit pas que le hareng ait été pris par le chat. Il fait jurer Wilfred sur la bible qu'il n'a pas déplacé le hareng. Wilfred s'évanouit sous la pression. Cela précipite le départ des deux filles. Florence part vivre avec son fiancé Arthur, tandis que Hilda s'installe chez les voisins, les Duckworth. Cela s'avère être une étape plutôt négative qu'autre chose.
M. Duckworth est assis dans un gilet crasseux, exigeant beaucoup de sa femme qui souffre depuis longtemps, tandis que sa fille mange une banane enveloppée dans du pain. Il semble que Hilda soit enceinte. Sa mère met en gage le nouveau pardessus pour obtenir de l'argent afin de l'aider. Mme Duckworth lui montre comment s'introduire dans le bureau pour accéder à la caisse. La famille commence à s'effondrer lorsque M. Crompton découvre les pertes.
Un incident fortuit se produit alors que Mme Crompton espère récupérer le manteau au mont-de-piété. Rafe se rend compte qu'il manque un bouton à son imperméable et remonte à l'étage pour trouver le coûteux pardessus à la place, sous l'impulsion malencontreuse de ses fils.
Réalisant qu'elle est sur le point d'être prise en défaut et craignant le pire, Mme Compton s'enfuit sous la pluie. Rafe la suit et la trouve en train de regarder le canal, envisageant manifestement de se suicider. Il dit qu'il se fiche du manteau et de l'argent, et explique que son avarice est due aux horreurs de l'enfance vécues par ses parents endettés et sa mère qui a failli s'empoisonner à cause de cela.
Pendant ce temps, les garçons font leurs valises et se préparent à partir eux aussi.
Lorsque M. et Mme Compton rentrent chez eux, tout est résolu. Il considère même qu'Hilda a refusé de manger son hareng parce qu'elle est enceinte, la comparant à la grossesse de sa femme. Rafe dit qu'il donnera à Hilda son amour et sa protection si elle est enceinte. À la maison, il avoue qu'il a toujours su qu'elle avait triché avec l'argent du ménage, mais en signe de confiance, il lui donne la clé du bureau et de la caisse. Florence est persuadée de rester à la maison jusqu'à son mariage. Ils savent qu'Hilda est enceinte mais lui demandent de rester également. Elle accepte. Les garçons sont libres de partir mais choisissent de ne pas le faire.
M. Crompton joue du piano et Hilda chante un hymne tandis que le reste de la famille se rassemble sur les chaises du salon. Ils sont tous réunis à nouveau.

## Fiche technique
- Titre français : Place aux jeunes[1]
- Titre original : Spring and Port Wine[2],[3]
- Réalisation : Peter Hammond (en)
- Scénario : Bill Naughton, d'après sa pièce
- Photographie : Norman Warwick (en)
- Montage : Fergus McDonell
- Musique : Douglas Gamley
- Décors : Reece Pemberton
- Production : Michael Medwin
- Société de production : Memorial Enterprises
- Pays de production :  Royaume-Uni
- Langue originale : anglais britannique
- Format : couleurs par Technicolor - Son mono - 35 mm
- Genre : Comédie dramatique
- Durée : 101 minutes
- Dates de sortie :
  - Royaume-Uni : 19 février 1970
  - France : 14 avril 1971

## Distribution
- James Mason : Rafe Crompton
- Diana Coupland (en) : Daisy Crompton
- Susan George : Hilda Crompton
- Rodney Bewes (en) : Harold Crompton
- Hannah Gordon (en) : Florence Crompton
- Len Jones (en) : Wilfred Crompton
- Keith Buckley (en) : Arthur Gasket
- Avril Elgar (en) : Betsy-Jane Duckworth
- Adrienne Posta (en) : Betty Duckworth
- Frank Windsor (en) : Ned Duckworth
- Arthur Lowe : M. Aspinall
- Marjorie Rhodes : Mme Gasket
- Bernard Bresslaw : le chauffeur de camion

## Production
Le film a été le premier tourné aux Studios d'Elstree après la reprise par Bryan Forbes. Les deux tiers du budget ont été fournis par Anglo-EMI, la filiale d'EMI Films appartenant à Nat Cohen.
Les extérieurs ont été tournés à Bolton en 1969 et la maison familiale se trouve au 51 Grisdale Road.
St. Peters Way était en cours de construction, et le film comprend des plans panoramiques d'une des premières étapes des travaux sur la partie de la nouvelle route adjacente à l'église Saint-Pierre de Bolton (en), où elle suit l'ancien cours de la rivière Croal et le bras de Bolton du canal Manchester Bolton & Bury.